# 기저세포암
기저세포암(basal cell carcinoma, BCC, basalioma, rodent ulcer)은 가장 흔한 유형의 피부암이다. 종종 통증이 없는 융기된 피부 부위로 나타나며, 그 위에 작은 혈관이 흐르고 반짝거릴 수 있다. 궤양이 있는 돌출된 부위로 나타날 수도 있다. 기저세포암은 천천히 자라며 주변 조직을 손상시킬 수 있지만 먼 부위로 퍼지거나 사망에 이를 가능성은 낮다.
위험 요인에는 자외선 노출, 밝은 피부, 방사선 요법, 비소에 장기간 노출, 면역 체계 기능 저하 등이 있다. 어린 시절에 자외선에 노출되는 것은 특히 해롭다. 일광욕 침대는 또 다른 일반적인 자외선 방사원이 되었다. 진단은 종종 조직 생검으로 확인되는 피부 검사에 달려 있다.
자외선 차단제가 기저세포암의 위험에 영향을 미치는지 여부는 불확실하다. 치료는 일반적으로 수술을 통한 제거로 이루어진다. 암이 작은 경우 간단한 절제로 가능하다. 그렇지 않으면 모스 수술이 일반적으로 권장된다. 다른 옵션으로는 전기 건조 및 소파술, 냉동 수술, 국소 화학 요법, 광역학 요법, 레이저 수술 또는 국소 면역 활성화 약물인 이미퀴모드 사용이 있다. 드물게 원격 전파가 발생한 경우 화학 요법 또는 표적 요법을 사용할 수 있다.
기저세포암은 전 세계적으로 모든 암의 최소 32%를 차지한다. 흑색종 이외의 피부암 중 약 80%가 기저세포암이다. 미국에서는 백인 남성의 약 35%와 백인 여성의 25%가 삶의 어느 시점에서 기저세포암의 영향을 받는다.
기저세포암은 표피의 가장 낮은 층을 형성하는 기저 세포의 이름을 따서 명명되었다. 이는 모세포라고 불리는 여포-피지-아포크린 발아 세포에서 발생하는 것으로 여겨진다.

## 같이 보기
- 모세혈관확장증